# Sericornis humilis
El Sedosito pardo (Sericornis humilis),  es una especie de ave paseriforme perteneciente a la familia  Acanthizidae. Anteriormente incluida en la familia . Es endémica de los bosques templados de Tasmania.  Algunos autores lo consideran un sinónimo de Sericornis frontalis

## Subespecies
Comprende las siguientes subespecies:
- Sericornis humilis humilis
- Sericornis humilis tregallasi